# رائول آسلان
رائول آسلان (ارمنی: Ռաուլ Ասլան; آلمانی: Raoul Aslan; زاده ۱۶ اکتبر ۱۸۸۶ – درگذشته ۱۷ ژوئن ۱۹۵۸) بازیگر سینما و تئاتر ارمنی‌تبار اهل اتریش بود. وی با نام اصلی تیگران آسلانیان (ارمنی: Տիգրան Ասլանյան) در سالونیک، امپراتوری عثمانی (یونان کنونی) زاده شد. او از سال ۱۸۹۷ تا زمان مرگش در شهر وین زندگی کرد. آسلان در بین سال‌های ۱۹۲۰ تا ۱۹۵۸ در بورگ‌تئاتر وین فعالیت می‌کرد.

## گزیده فیلمشناسی
از فیلم‌ها یا برنامه‌های تلویزیونی که وی در آن نقش داشته‌است می‌توان به آثار زیر اشاره کرد.
- مواد مخدر (۱۹۳۲)